# Майер, Эрнст (ботаник)
Эрнст Генрих Фридрих Майер (нем. Ernst Heinrich Friedrich Meyer; 1 января 1791[…], Ганновер — 7 августа 1858, Кёнигсберг) — немецкий ботаник, профессор ботаники и врач. 

## Биография
Эрнст Генрих Фридрих Майер родился в Ганновере 1 января 1791 года. В 1826 году был назначен адъюнкт-профессором в Кёнигсберге. Эрнст Генрих Фридрих Майер внёс значительный вклад в ботанику, описав множество видов растений.
Эрнст Генрих Фридрих Майер умер в Кёнигсберге 7 августа 1858 года. 

## Научная деятельность
Эрнст Генрих Фридрих Майер специализировался на Мохообразных и на семенных растениях. 

## Некоторые научные работы
- 1822: Synopsis Juncorum.
- 1823: Synopsis Luzularum.
- 1830: De plantis labradoricis libri tres.
- 1835, 1837: Comentarii de plantis Africae australis.
- 1839: Preußens Pflanzengattungen
- 1854—1857: Geschichte der Botanik, Bornträger Verlag, Königsberg — Übersetzung mit einem Vorwort von Frans Verdoorn: Verlag A. Asher, Amsterdam 1965[7].